# Бољи живот (филм)
Бољи живот је југословенски филм из 1989. године сценарио су писали Синиша Павић и Љиљана Павић.

## Радња
Породицу Попадић чине отац, мајка и троје одрасле деце. Догодовштине из њиховог свакодневног живота пуног неспоразума и комичних обрта тема су популарне истоимене телевизијске серије, док овај филм обухвата један њихов сегмент, којим је започео други циклус серије.

## Улоге
| Глумац              | Улога                                  |
| ------------------- | -------------------------------------- |
| Марко Николић       | Драгиша „Гига“ Попадић                 |
| Светлана Бојковић   | Емилија „Ема“ Попадић                  |
| Драган Бјелогрлић   | Слободан „Боба“ Попадић                |
| Борис Комненић      | Александар „Саша“ Попадић              |
| Лидија Вукићевић    | Виолета „Вики“ Попадић                 |
| Аљоша Вучковић      | Иво Лукшић, зет                        |
| Мирко Буловић       | Биберовић, Гигин директор              |
| Јелица Сретеновић   | Ковиљка Станковић                      |
| Иван Бекјарев       | Стеван Курчубић                        |
| Мира Фурлан         | Финка Пашалић                          |
| Ташко Начић         | Божидар Мајковић                       |
| Радмила Савићевић   | Живадинка „Жарка“ Шијаковић            |
| Јелисавета Саблић   | Сека Секуловић                         |
| Михајло Викторовић  | Ђока Цигановић                         |
| Богољуб Петровић    | цариник                                |
| Власта Велисављевић | магистар Ђорђевић                      |
| Оливера Марковић    | Буба Ђорђевић                          |
| Љиљана Лашић        | Лела Марковић                          |
| Дуња Чинче          | госпођа Хаџиславковић                  |
| Бранко Петковић     | продавац у киоску                      |
| Милка Газикаловић   | Гигина колегиница која жели у Трст     |
| Горјана Јањић       | Гигина колегиница која жели у Солун    |
| Олга Одановић       | Гигина колегиница која игра грчки плес |
| Надежда Вукићевић   | Гигина колегиница која жели део у кешу |
| Бранко Јеринић      | човек на граници који даје савете      |
| Предраг Тодоровић   | шеф туристичке агенције                |
| Бошко Пулетић       | Рецепционер у Солуну                   |